# Marius Cozmiuc
Marius Vasile Cozmiuc, né le 7 septembre 1992 à Suceava, est un rameur roumain.

## Biographie
Il est vice-champion olympique lors des Jeux olympiques de Tokyo en 2020.
Avec sa femme Ionela Cozmiuc, il est nommé porte-drapeau de la Roumanie aux Jeux olympiques d'été de 2024 à Paris.

## Palmarès

### Jeux olympiques
- 2020 à Tokyo,  Japon
  -  Médaille d'argent en deux sans barreur

### Championnats du monde
- 2018 à Plovdiv,  Bulgarie
  -  Médaille d'argent en deux de pointe

### Championnats d'Europe
- 2012 à Varèse,  Italie
  -  Médaille d'argent en quatre de pointe
- 2013 à Séville,  Espagne
  -  Médaille d'argent en quatre de pointe
- 2017 à Račice,  Tchécoslovaquie
  -  Médaille d'argent en quatre de pointe
- 2018 à Glasgow,  Royaume-Uni
  -  Médaille de bronze en deux de pointe
- 2019 à Lucerne,  Suisse
  -  Médaille d'argent en deux de pointe
- 2020 à Poznań,  Pologne
  -  Médaille d'or en deux de pointe
- 2022 à Munich,  Allemagne
  -  Médaille d'or en deux de pointe